# (4293) Masumi
(4293) Masumi (1989 VT) – planetoida z pasa głównego asteroid okrążająca Słońce w ciągu 4,49 lat w średniej odległości 2,72 j.a. Odkryta 1 listopada 1989 roku.